# ناحية هوراند
ناحية هوراند (بالفارسية: بخش هوراند) هي (ناحية) في مقاطعة أهر التابعة لمحافظة أذربيجان الشرقية في إيران. في تعداد عام 2006، كان عدد سكانها 22,528 نسمة في 4,744 عائلة. فيها مدينة واحدة: هوراند. وثلاث أقسام ريفية: قسم تشهاردانغة الريفي وقسم ديكلة الريفي وقسم دودانغة الريفي.